# Волков, Михаил Евдокимович
Михаил Евдокимович Волков (5 декабря 1913, Верх-Тарка — 15 февраля 1957, Верх-Тарка, Новосибирская область) — советский офицер-пехотинец, участник боёв на Халхин-Голе и Великой Отечественной войны, Герой Советского Союза (24.03.1945). Подполковник.

## Биография
Михаил Волков родился 5 декабря 1913 года в селе Верх-Тарка (ныне — Кыштовский район Новосибирской области) в крестьянской семье. Отец Волкова погиб на фронте в Первую мировую войну, поэтому сам Михаил был вынужден с ранних лет работать наёмным батраком. С 1924 года учился в сельской школе, с 1928 года — в Кыштовской школе рабочей молодёжи. В 1929 году Волков стал членом ВЛКСМ, был активистом районной организации комсомола. В 1933 году он окончил Каинский педагогический техникум (ныне — в городе Куйбышеве Новосибирской области), после чего был учителем Верх-Майзасской средней сельской школы в Кыштовском районе.
В ноябре 1934 года был призван на службу в Рабоче-крестьянскую Красную Армию. В 1937 году он окончил Омское военное училище имени М. В. Фрунзе. 
Принимал участие в боях на реке Халхин-Гол в 1939 году, в штыковых и рукопашных боях лично уничтожил пять японских солдат, но был тяжело ранен - получил два пулевых ранения, 7 колотых ударов штыками и порезы. За отличие в тех боях был награждён орденом Красного Знамени.
С октября 1941 года старший лейтенант М. Е. Волков — на фронтах Великой Отечественной войны. Принимал участие в битве за Москву, командовал батальоном, был ранен. В 1942 году Волков окончил курсы «Выстрел», после чего был переведён на Западный фронт офицером оперативного отдела фронтового штаба. В начале 1943 года он был переведён на должность командира 1101-го стрелкового полка 325-й стрелковой дивизии 16-й армии. В этой должности принимал участие в Жиздринской и Смоленской операциях.
С 18 июня 1944 года подполковник Михаил Волков командовал 558-м стрелковым полком 159-й стрелковой дивизии 45-го стрелкового корпуса 5-й армии 3-го Белорусского фронта. Отличился во время Белорусской операции. 7 июля 1944 года передовые части полка, преследовавшие отходящего противника, подверглись контратаке его превосходящих сил. Используя преимущество внезапности, Волков захватил село Подрубанок и организовал там круговую оборону, вынудив вражеские части вести бой в невыгодных для них условиях, благодаря этому отразил все их контратаки и, перейдя в наступление, захватил станцию Ландрово. В тот день бойцы полка Волкова уничтожили около 800 вражеских солдат и офицеров, захватили 7 артиллерийских орудий и 3 танкетки. 11 июля 1944 года полк одним из первых переправился через Неман в районе села Понемоники Алитусского района Литовской ССР, захватил плацдарм и отбил большое количество вражеских контратак, уничтожив более 500 солдат и офицеров противника, 6 танков, 4 самоходных артиллерийских орудия. 17 июля Волков был тяжело ранен, но поля боя не покинул до приказа вышестоящего командования. Менее месяца пролежав в госпитале, самовольно вернулся в строй. 
17 августа полк Волкова первым в дивизии вышел к государственной границе СССР с Восточной Пруссией. 18 августа полк был контратакован крупными силами немецкой пехоты при поддержке 17 танков и 6 самоходных артиллерийских орудий. Полк отразил 15 ожесточённых вражеских контратак. 23 августа 1944 года Волков был второй раз тяжело ранен.
Указом Президиума Верховного Совета СССР от 24 марта 1945 года за «мужество и героизм, проявленные на фронте борьбы с немецкими захватчиками» подполковник Михаил Волков был удостоен высокого звания Героя Советского Союза с вручением ордена Ленина и медали «Золотая Звезда» за номером 5967.
После выздоровления Волков был направлен на учёбу в Военную академию имени Фрунзе, но из-за последствий полученных ранений не смог продолжать службу в Советской Армии и в 1946 году был уволен в запас. 
Жил в Черкассах, работал директором металлоштамповочного завода. В 1947 году вернулся на родину, работал учителем истории и географии Верх-Таркской школы. Окончил Новосибирский педагогический институт, с 1948 года занимал должность директора средней школы в родном селе. 
Умер 15 февраля 1957 года. Похоронен в Верх-Тарке.

## Награды
- Герой Советского Союза (24.03.1945)
- Орден Ленина (24.03.1945)
- Два ордена Красного Знамени (29.08.1939, 26.07.1944)
- Орден Суворова 3-й степени (28.09.1943)
- Орден Отечественной войны 2-й степени (10.04.1943)
- Медаль «За боевые заслуги» (30.04.1945)
- Медаль «За оборону Москвы» (вручена в 1944)
- Другие медали СССР.

## Память
- В Верх-Тарке установлен бюст.
- в 1968 году в Верх-Тарке его именем названа средняя школа, которой он руководил[2], на здании школы — мемориальная доска.
- Мемориальная доска установлена на здании педагогического колледжа в городе Куйбышеве Новосибирской области.
- В честь М. Е. Волкова также названа улица в Кыштовке[1].